# Jitendra Kumar
Jitendra Kumar (nascido em 01 de setembro de 1990), conhecido também por Jeetu Bhaiya, é um ator indiano. Ele é famoso por seu trabalho em séries da web e esquetes cômicos de The Viral Fever (TVF), um canal do youtube, onde interpretou personagens como Jeetu, Munna Jazbaati, Gittu e Arjun Kejriwal, (uma paródia de Arvind Kejriwal, político indiano e ministro-chefe de Delhi). Ele também é reconhecido por seus papéis como Jeetu Bhaiya em Kota Factory, Aman Tripathi em Shubh Mangal Zyada Saavdhan e Abhishek Tripathi no Amazon Prime Vídeo na série Panchayat.

## Biografia
Jitendra Kumar nasceu em Khairthal, no Distrito de Alwar, Rajastão em 1 de setembro de 1990. Seu pai é engenheiro, sua mãe dona de casa e ele possui duas irmãs. Desde a infância ele costumava imitar com facilidade os trejeitos e falas de atores como Amitabh Bachchan, Nana Patekar e Shah Rukh Khan.
Antes de ingressar na carreira de ator e se tornar um dos rostos mais populares da internet na Índia, Jitendra cursou a faculdade de engenharia civil no IIT Kharagpur (Instituto Indiano de Tecnologia). Ainda na faculdade fez amizade com seu então veterano Biswapati Sarkar que posteriormente o aproximaria da equipe do TVF.  Ainda tentando iniciar sua jornada, Jitendra chegou a ouvir que ele não deveria perder tempo atuando pois era um engenheiro e isso apenas o fez insistir ainda mais na profissão. Ele revelou ter tido desavenças com o pai que não aceitou bem a sua troca de carreira.
Inspirado por Gulzar e Javed Akhtar, Jitendra também escreve poemas, revelando gostar dessa arte. Por seus amigos acharem seus poemas particularmente estranhos, começaram a chamá-lo de "Farji Gulzar" (que significa literalmente "Falso Gulzar" ou como ele costuma dizer "Imitador do Gulzar") como uma forma de provocação. Futuramente, esse veio a ser o nome de usuário dele em um rede social.
Muito positivo e esperançoso, Jitendra acredita que o público é quem faz as estrelas quando admira o trabalho dos artistas, independente de como esses tenham chegado lá, por indicação ou não. Apesar disso, ele é ciente de que há injustiça na área, mas que ele não possui uma solução para isso além de trabalhar arduamente para fazer seu nome.
Em 2020, Jitendra ganhou a #GQAwards da revista GQ Índia na categoria Desempenho Inovador.

## Carreira
Ainda na faculdade, Jitendra participou de muitas peças de teatro na Hindi Technology Dramatics Society no IIT KGP.
Em 2008, Jitendra foi visto pela primeira vez nas telas em uma rápida aparição sem créditos como um motorista de táxi no longa escrito e dirigido por Neeraj Pandey intitulado "A Wednesday!". Após isso, no ano de 2012, ingressou para a equipe do TVF convidado por seu amigo Biswapati Sarkar.
Em 2013, Jitendra estrelou "Munna Jazbaati: The Q-tiya intern", que instantaneamente se tornou viral na plataforma de vídeos online e ultrapassou três milhões de visualizações. Desde então, ele interpretou vários personagens em vídeos da TVF que incluem 'Tech Conversations With Dad', com o ator Gajraj Rao, 'A Day With' e muitos outros.
Em 2014, Jitendra interpretou Laxman no filme Shuruaat Ka Interval. No mesmo ano interpretou um personagem importante na série Permanent Roommates no papel de Gittu, um noivo confuso, onde ele começou a conquistar seu público. Também viralizou novamente no youtube ultrapassando sete milhões de visualizações com a imitação de Arvind Kejriwal, político indiano e ministro-chefe de Delhi. Ele foi elogiado pelo seu time ágil ao imitar os trejeitos do verdadeiro Kejriwal.
Em 2015, interpretou Jitendra Maheshwari, um funcionário frustrado na série da web TVF Pitchers que o tornou predominantemente famoso. Também participou do curta-metragem Rajasthani Cowboys, lançado pela TVF.
Em 2017, intrepretou Jeetu em F.A.T.H.E.R.S. e Girish Goyal em Bisht, Please!, ambas minisséries da TVF.
Em 2018, Jitendra deu vida a diversos personagens na série TVF Bachelors. No mesmo ano, atuou em um episódio de PA-Gals e também deu vida a Viren em um episódio da série Mr. & Mrs. Seu último trabalho nesse ano foi no curta Ayan, onde interpretou Laxman. Nesse mesmo ano, Jitendra ganhou o prêmio Talentrack Awards de Melhor Performance no categoria Humor. Essa é a maior premiação para produções realizadas em plataformas digitais na Índia.
Em 2019, Jitendra iniciou com uma participação na série ImMATURE. Em seguida, estrelou seu primeiro personagem principal de filme em Bollywood com o longa Gone Kesh, interpretando Srijoy, o interesse romântico da protagonista interpretada pela atriz Swetha Tripathi. A bilheteria do filme não foi bem sucedida. A crítica classificou o filme como "um conto comovente sobre vencer o medo, esmagando os padrões sociais de beleza e explorando o vínculo de pais e filhos". Ainda em 2019, participou de alguns episódios da minissérie TVF Tripling. Também nesse ano, ele interpretou um professor de engenharia na série do TVF lançada em preto e branco chamada "Kota Factory". Jitendra dá vida a um professor que é amado por seus alunos. A série possui uma alta avaliação no IMDb. Mesmo anteriormente conhecido por Jeetu, o apelido se tornou ainda mais popular após essa série onde o nome do personagem e o dele acabaram se fundindo. Em Humorously Yours fez participação em um episódio.  No seu último trabalho nesse ano, protagonizou a série Chessecake, estrelada ao lado da atriz Akanksha Thakur e o cachorro da raça golden retriever de nome real Aaryan.
Em 2020, atuando como par romântico do ator Ayushmann Khurrana, Jitendra deu vida ao tímido Aman Tripathi em Shubh Mangal Zyada Saavdhan, seu mais bem sucedido filme até aqui. O filme ocupou o quinto lugar geral nas bilherias da Índia. Estrelou também a série Panchayat no papel de Abhishek Tripathi ou como é chamado, Sachiv Ji, pelo qual ganhou a primeira edição do Flyx Filmfare OTT Awards como Melhor Ator na categoria Série de Comédia. A série foi lançada na Amazon Prime Video, e também obteve o Prêmio Flyx Filmfare OTT Awards na categoria Melhor Série de Comédia. Durante a pandemia COVID-19, lançado diretamente na Netflix, ele estrelou o longa Chaman Bahaar, dando vida ao personagem Billu, um vendedor de paan que se encanta por uma jovem que se muda com a família para a aldeia dele. Jitendra também pôde ser visto em uma rápida participação no longa Golpe de Classe, na Netflix.

## Filmografia
| Ano  | Filme                       | Personagem            | Observação         |
| ---- | --------------------------- | --------------------- | ------------------ |
| 2008 | A Wednesday!                | -                     | Breve Participação |
| 2014 | Shuruaat Ka Interval        | Laxman                |                    |
| 2019 | Gone Kesh                   | Srijoy                |                    |
| 2020 | Shubh Mangal Zyada Saavdhan | Aman Tripathi         |                    |
| 2020 | Chaman Bahaar               | Billu                 | Lançado na Netflix |
| 2020 | Golpe de Classe             | -                     | Breve Participação |
| 2021 | Jaadugar                    | Aguardando Divulgação | Pós-Produção       |

Web Séries
| Year | Título                 | Personagem                  | Episódio |
| ---- | ---------------------- | --------------------------- | -------- |
| 2014 | Permanent Roommates    | Prateek                     | 4        |
| 2015 | TVF Pitchers           | Jitendra "Jeetu" Maheshwari | Todos    |
| 2017 | TVF Bachelors Season 2 | Jeetu                       | Todos    |
| 2017 | Bisht, Please!         | Girish Goyal                | 6        |
| 2017 | F.A.T.H.E.R.S.         | Jeetu                       | 4        |
| 2018 | Mr. & Mrs. Season 1    | Viren                       | 6        |
| 2019 | ImMature               | Professor Dramático         | 2        |
| 2019 | TVF Tripling           | Ele mesmo                   | 1 e 5    |
| 2019 | Kota Factory           | Jeetu Bhaiya                | Todos    |
| 2019 | Humorously Yours       | RJ Mastikhor Mishra         | 2        |
| 2019 | Cheesecake             | Neel                        | Todos    |
| 2020 | Panchayat              | Abhishek Tripathi           | Todos    |

## Referência
1. ↑  «TVF's Jitendra Kumar On The Origins Of His Character Jeetu Bhaiya». Film Companion (em inglês). 30 de janeiro de 2020. Consultado em 24 de novembro de 2020
2. 1 2 3  «From IIT To Bollywood, 'Shubh Mangal Zyada Saavdhan' Star Jitendra Kumar's Story Defines Hope». HuffPost India (em inglês). 9 de maio de 2020. Consultado em 24 de novembro de 2020
3. 1 2  World, Republic. «Who is Jitendra Kumar? Read about 'Shubh Mangal Zyada Savdhaan' star's journey so far». Republic World. Consultado em 24 de novembro de 2020
4. 1 2  World, Republic. «Fans want 'Shubh Mangal Zyada Saavdhan's Jitendra Kumar to date THIS co-star». Republic World. Consultado em 24 de novembro de 2020
5. 1 2  Ghosh, Devarsi. «'Loved seeing myself on the big screen': How TVF's 'Jeetu' went from IIT to web series to films». Scroll.in (em inglês). Consultado em 24 de novembro de 2020
6. ↑  «Jitendra Kumar: Chaman Bahar celebrates innocent first love». The Indian Express (em inglês). 20 de junho de 2020. Consultado em 24 de novembro de 2020
7. ↑  «Interview: Jitendra Kumar aka Jeetu on making viral content, TVF Pitchers and more». InUth (em inglês). 6 de setembro de 2017. Consultado em 24 de novembro de 2020
8. ↑  Kapoor, Arushi (20 de fevereiro de 2020). «In Conversation With 'Jeetu Bhaiya', Internet's Blue-Eyed Boy Now Making His Debut In Bollywood». www.scoopwhoop.com (em inglês). Consultado em 24 de novembro de 2020
9. ↑  «Jitendra Kumar to WION: Audience makes stars, filmmakers only work with them». WION (em inglês). Consultado em 24 de novembro de 2020
10. ↑  MumbaiJune 23, Vibha Maru; June 23, 2020UPDATED:; Ist, 2020 14:47. «Jitendra Kumar: Unfairness exists in the industry, but I have no solution, I can only work hard». India Today (em inglês). Consultado em 25 de novembro de 2020
11. ↑  «#GQAwards winners: Lewis Hamilton Ranveer Singh, Maluma and more, check out the full list of winners from 2020». GQ India (em inglês). Consultado em 30 de dezembro de 2020
12. ↑  Team, Author: Editorial (24 de junho de 2019). «Naveen Kasturia v/s Jitendra Kumar: Who is ahead in the digital game?». IWMBuzz (em inglês). Consultado em 8 de dezembro de 2020
13. ↑  «It is self-destructive to become confident about acting: Jitendra Kumar». The Indian Express (em inglês). 4 de abril de 2020. Consultado em 8 de dezembro de 2020
14. 1 2 3  World, Republic. «Jitendra Kumar's roles that fans must watch before 'Shubh Mangal Zyada Saavdhaan'». Republic World. Consultado em 8 de dezembro de 2020
15. ↑  Saxena, Aditi. «Arvind Kejriwal meets fake Kejriwal». The Economic Times. Consultado em 8 de dezembro de 2020
16. ↑  «TVF releases 'Rajasthani Cowboys'». Inshorts - Stay Informed (em inglês). Consultado em 8 de dezembro de 2020
17. ↑  «He is currently one of the biggest actors on Youtube country wise». PINKVILLA (em inglês). Consultado em 8 de dezembro de 2020
18. ↑  «talentrack awards 2020 - Digital Content Awards». www.talentrackawards.in. Consultado em 15 de dezembro de 2020
19. ↑  «Talentrack Awards: These stars recives Awards for their excellent work on digital platform». News Track (em inglês). 19 de junho de 2020. Consultado em 15 de dezembro de 2020
20. ↑  Jul 5, ByKunal GuhaKunal Guha / Updated:; 2020; Ist, 06:00. «SMALL TALK: A face on every platform». Mumbai Mirror (em inglês). Consultado em 24 de novembro de 2020
21. ↑  Hungama, Bollywood. «Gone Kesh Box Office Collection till Now | Box Collection - Bollywood Hungama» (em inglês). Consultado em 24 de novembro de 2020
22. ↑  Gone Kesh Movie Review {3.5/5}: Critic Review of Gone Kesh by Times of India, consultado em 24 de novembro de 2020
23. ↑  World, Republic. «Kota Factory cast includes Jitendra Kumar and a bunch of promising newcomers». Republic World. Consultado em 24 de novembro de 2020
24. ↑  Magan, Srishti (5 de setembro de 2020). «Jeetu Bhaiya From Kota Factory Reminded Us Of That 'Cool' Teacher Who Was Both, A Mentor & A Friend». www.scoopwhoop.com (em inglês). Consultado em 25 de novembro de 2020
25. ↑  More, Mayur; Kumar, Jitendra; Raj, Ranjan; Pillai, Revathi (16 de abril de 2019), Kota Factory, Contagious Online Media Network,  The Viral Fever, consultado em 25 de novembro de 2020
26. ↑  Nov 19, Mumbai Mirror / Updated:; 2019; Ist, 06:00. «Here's how Jitendra aka Jeetu streamed his way into our lives». Mumbai Mirror (em inglês). Consultado em 25 de novembro de 2020
27. ↑  Nadadhur, Srivathsan (19 de novembro de 2019). «New TVF Web Series, 'Aryan', with Jitendra Kumar as Lead to Stream on MX Player». Binged (em inglês). Consultado em 25 de novembro de 2020
28. ↑  «Top India Total Grossers 2020 - - Box Office India». boxofficeindia.com. Consultado em 14 de dezembro de 2020
29. ↑  «'Panchayat' actor Jitendra Kumar says he was initially afraid of being typecast». Deccan Herald (em inglês). 4 de abril de 2020. Consultado em 8 de dezembro de 2020
30. ↑  «Winners of the Flyx Filmfare OTT Awards». filmfare.com (em inglês). Consultado em 20 de dezembro de 2020
31. ↑  «7 Jitendra Kumar movies and web series on Amazon Prime Video, Netflix, TVF Play to watch this weekend». GQ India (em inglês). 19 de junho de 2020. Consultado em 8 de dezembro de 2020
32. ↑  «Filmfare OTT Awards 2020: Paatal Lok Off To A Great Start. List Of Winners». NDTV.com. Consultado em 19 de dezembro de 2020
33. ↑  «'Chaman Bahaar' starring Jitendra Kumar, Ritika Badiani to release on Netflix on June 19». WION (em inglês). Consultado em 8 de dezembro de 2020
34. ↑  Serious Men (2020) - IMDb, consultado em 8 de dezembro de 2020

## Ligações Externas
Jitendra Kumar (em inglês) no IMDb
Jitendra Kumar no Instagram
Jitendra Kumar no Twitter